# José de Jesús Duarte Cano
José de Jesús Duarte Cano (Uruapan, Michoacán, México, 13 de abril de 1944) es un jurista mexicano que se desempeñó como ministro de la Suprema Corte de Justicia de la Nación, durante un periodo de tiempo corto, del 22 de septiembre de 1994 al 31 de diciembre de 1994.

## Biografía
Nacido en la Ciudad de Uruapan, Michoacán, México, Duarte Cano comenzó su camino en el derecho al cursar la carrera de Derecho en la Facultad de Derecho de la Universidad Michoacana de San Nicolás de Hidalgo. Su dedicación a los estudios jurídicos culminó con la obtención del título de Licenciado en Derecho el 3 de febrero de 1968, tras presentar su tesis titulada "La constitucionalidad de la acumulación de acciones en materia laboral."

## Trayectoria profesional
Duarte Cano ingresó al Poder Judicial de la Federación el 7 de febrero de 1968, cuando fue nombrado Segundo Secretario del Juzgado de Distrito en el Estado de Zacatecas. Posteriormente, ocupó el cargo de Primer Secretario durante ocho años. En febrero de 1976, asumió el puesto de Secretario de Estudio y Cuenta de la Suprema Corte de Justicia de la Nación, adscrito a la ponencia del Ministro Ernesto Aguilar Álvarez en la Primera Sala del Alto Tribunal.
En 1977, fue designado como Juez de Distrito y ejerció sus funciones en los estados de Querétaro y Michoacán. A partir de 1981, recibió el nombramiento de Magistrado de Circuito y se desempeñó en el Tribunal Colegiado del Sexto Circuito, con sede en la ciudad de Puebla, Puebla. Posteriormente, fue transferido al Tribunal Colegiado en Materia Penal del Primer Circuito, ubicado en el entonces Distrito Federal, hoy Ciudad de México. En diciembre de 1985, desempeñó un papel fundamental en la creación del Segundo Tribunal Colegiado en Materia Penal del Primer Circuito. Durante ese mismo año, sus colegas lo eligieron como el Coordinador de Magistrados del Primer Circuito.
El 22 de septiembre de 1994 rindió protesta como Ministro Supernumerario de la Suprema Corte de Justicia de la Nación, nombrado por el presidente de la República, Carlos Salinas de Gortari, en la plaza vacante en la entonces Sala Auxiliar, con motivo de la jubilación del señor Ministro Guillermo Guzmán Orozco.
Tras su retiro de la Suprema Corte de Justicia de la Nación el 31 de diciembre de 1994, ejerce su profesión como postulante en las materias penal y de amparo, siendo socio fundador del "Bufete Jurídico Duarte Cano y Asociados, Sociedad Civil". Colaboró como asesor jurídico en la Secretaría de la Defensa Nacional (1998-2000), y el mismo cargo lo ejerció en la Oficina del Procurador General de la República (2001-2004). El 26 de enero de 2005, el Consejo de la Judicatura Federal lo nombró Integrante de la Junta Directiva del Instituto Federal de Defensoría Pública.

## Actividades académicas
Ha desempeñado roles docentes en diversas instituciones de educación media y superior, incluyendo la enseñanza de asignaturas como Geografía Política, Ética, Sociología, Derecho Administrativo, Derecho Constitucional, Garantías Individuales y Amparo. Además, ha impartido clases de Práctica Forense y Amparo en la Facultad de Derecho de la Universidad Michoacana, así como Amparo Penal en la Universidad Panamericana.
Asimismo, ha participado como expositor, conferencista y ponente en eventos relacionados con temas jurídicos, tales como simposios, congresos y seminarios tanto a nivel nacional como dentro del Poder Judicial de la Federación. Destaca su contribución en la Tercera Reunión Nacional de Magistrados de Circuito, donde presentó un trabajo titulado "Cancelación de garantías y contragarantías constitucionales en relación a la suspensión del acto reclamado".
Entre 1989 y 2000, dedicó su tiempo a instruir a abogados del fuero militar que servían en la Secretaría de la Defensa Nacional, abordando temas relacionados con el Derecho Penal, Derecho Procesal Penal, Amparo y Reformas Legislativas en diversas áreas.